# Рошешуар де Фодуа, Жан-Франсуа-Жозеф де
Жан-Франсуа-Жозеф де Рошешуар де Фодуа (фр. Jean-François-Joseph de Rochechouart de Faudoas; 28 января 1708, Тулуза, королевство Франция — 20 марта 1777, Париж, королевство Франция) — французский кардинал. Епископ Лаона с 8 сентября 1741 по 20 марта 1777. Кардинал-священник с 23 ноября 1761, с титулом церкви Сан-Эузебио с 25 января 1762. 